# هشام قنديل
هشام محمد قنديل (17 سبتمبر 1962 - ) رئيس مجلس الوزراء المصري من 24 يوليو 2012 وحتى استقالته في 8 يوليو 2013 احتجاجا على أحداث دار الحرس الجمهوري. شغل منصب وزير الموارد المائية والري منذ 21 يوليو 2011 بحكومة عصام شرف واستمر في حكومة كمال الجنزوري الثانية. كلفه محمد مرسي في 24 يوليو 2012 بتشكيل أول حكومة بعد توليه الرئاسة. في 3 يوليو 2013 صدر حكم نهائي بحبسه وعزله لعدم تنفيذه أمرا قضائيا. وبعد حبسه قرابة 7 أشهر، قضت محكمة النقض في 13 يوليو 2014 ببراءته من تهمة عدم تنفيذ حكم إلغاء خصخصة شركة «النيل لحلج الأقطان».
شغل العديد من المناصب المهمة، آخرها كبير خبراء الموارد المائية بالبنك الإفريقي للتنمية ، وشارك في أعمال مبادرة حوض النيل ، وعضو مراقب للهيئة المصرية –السودانية المشتركة لمياه النيل.

## مسيرته
تخرج من كلية الهندسة بجامعة القاهرة سنة 1984، وحصل على درجتي الماجستير والدكتوراه من جامعتي يوتا ونورث كارولينا بالولايات المتحدة الأمريكية عامي 1988 و1993.
التحق قنديل بالمركز القومي لبحوث المياه، ومُنح وسام الجمهورية من الطبقة الثانية في عام 1995. وتولى منصب مدير مكتب وزير الموارد المائية والري لشؤون مياه النيل خلال الفترة من 1999 حتى 2005. وعين رئيسًا لقطاع مياه النيل.

### التعاون الأفريقي
ساهم هشام قنديل في إنشاء المجلس الأفريقي للمياه ومرفق المياه الأفريقي. فتولى قيادة فريق العمل لإعداد خطة البنك الأفريقي لتنمية الموارد المائية والري بالقارة الأفريقية إلى جانب الإعداد والإشراف على تنفيذ مشروعات تنمية الموارد المائية في عدة دول أفريقية مثل أثيوبيا وتنزانيا وزامبيا ومالاوي وموزمبيق.
وتقلد قنديل العديد من المناصب في بنك التنمية الأفريقي كان آخرها منصب كبير خبراء الموارد المائية بالبنك ورئيس قطاع النيل في البنك فضلا عن مشاركته في أعمال مبادرة حوض النيل.

### وزارة الري
تم تكليفه بحقيبة وزارة الموارد المائية والري في حكومة عصام شرف واستمر في حكومة الجنزوري. منذ توليه وزارة الري قام بتثبيت 8000 موظف مؤقت من مختلف القطاعات والمصالح والهيئات التابعة للوزارة إضافة إلى نقل نحو 5700 موظف متعاقد إلى الباب الأول تمهيداً للتثبيت.
مثًل الجانب المصري في الاجتماع الأول للدورة الخمسين للهيئة الفنية الدائمة المشتركة لمياه النيل المصرية السودانية التي عقدت بالخرطوم بعد الثورة المصرية.

### رئاسة الوزراء
في 24 يوليو 2012 عينه الرئيس محمد مرسي رئيسا على مجلس الوزراء.
بعد انقلاب 3 يوليو 2013، رفض قنديل أن يبقى على رأس حكومة تسيير أعمال، وأعلن استقالته، ومعه عدد من الوزراء المنتمين لجماعة الإخوان المسلمين.

## قضية عمال طنطا للكتان
في 2005 بيعت شركة طنطا للكتان والزيوت للمستثمر السعودي عبد الإله الكعكي مقابل 83 مليون جنيه بعد أن كانت أصولها قد قُيّم في 1996 بما يعادل 211 مليون جنيه، وهو ما دفع عمال الشركة للاحتجاج والاعتصام ورفع دعاوي ضد الحكومة. في 21 سبتمبر 2011 قضت محكمة القضاء الإداري ببطلان خصخصة الشركة وعودتها لملكية الدولة، إلا أن الحكم لم يُنفذ.
في 17 أبريل 2013 وأثناء توليه رئاسة الوزراء أصدرت محكمة جنح الدقي حكمًا غيابيًا بسجن رئيس الوزراء سنة واحدة ودفع كفالة قيمتها 2000 جنيه وعزله من الوظيفة لامتناعه عن تنفيذ الحكم القضائي. صرحت رئاسة الوزراء أنها لم تكن تعلم عن القضية وأن الحكم صدر غيابا على صفة رئيس الوزراء لا على شخص قنديل. في 3 يوليو صدر حكم نهائي يؤيد حبس قنديل وعزله.
وبعد انقلاب 3 يوليو 2013، ألقت قوات الأمن في 24 ديسمبر 2013 القبض على هشام قنديل تمهيدًا لتقديمه لتنفيذ الحكم القضائي الصادر ضده بحبسه عامًا. وبعد انقضاء 7 أشهر من مدة حبسه، قضت محكمة النقض في 13 يوليو 2014 بقبول الطعن المقدم من كل من المحاميين محمد سليم العوا وياسر محمود عبده على الحكم الصادر ضد قنديل، وقررت براءته من تهمة عدم تنفيذ حكم إلغاء خصخصة شركة «النيل لحلج الأقطان».

## وصلات خارجية
- لقاء خاص مع د.هشام قنديل وزير الري على يوتيوبأغسطس 2011.

| المناصب السياسية       | المناصب السياسية                                | المناصب السياسية         |
| ---------------------- | ----------------------------------------------- | ------------------------ |
| سبقه حسين إحسان العطفي | وزارة الموارد المائية والري المصرية 2011 / 2012 | تبعه محمد بهاء الدين سعد |
| سبقه كمال الجنزوري     | رؤساء وزراء مصر 24 يوليو 2012 – 8 يوليو 2013    | تبعه حازم الببلاوي       |